# Mieczysław Słowakiewicz
Mieczysław Słowakiewicz (ur. 23 grudnia 1939 w Nowym Targu, zm. 30 lipca 2001 w Łodzi) – polski hokeista, lekarz.
Zawodnik grający na pozycji napastnika. Wychowanek Podhala Nowy Targ, z którego następnie trafił do Lotnika Warszawa i Legii Warszawa, gdzie grał w ramach służby wojskowej. Po jej odbyciu (1963), trafił do Łódzkiego Klubu Sportowego, w barwach którego grał do końca swej kariery sportowej (1977).
Brat Józefa Słowakiewicza, olimpijczyka z Sapporo.